# Villenkolonie Köln-Marienburg
Die Villenkolonie Köln-Marienburg ist eine Villenkolonie in Köln. Sie erstreckt sich im Wesentlichen über den heutigen Stadtteil Marienburg.

## Entstehungsgeschichte
Marienburg war lange Zeit ein ausschließlich landwirtschaftlich orientierter Teil im Süden von Köln. Eine Bebauung setzte dem „Cöllner Schweid“ von Abraham Hogenberg zufolge in der Gegend erst nach 1609 ein. Der Kölner Ratsherr Johann Wilhelm Joseph Huybens legte 1782 auf dem alten Flottenkastell Alteburg einen 20 Morgen großen „englischen Park“ an. Peter Joseph Prengrulier verkaufte am 6. April 1813 das „Gut Alte Burg“ (An der Alteburger Mühle 6) an Ludwig Böcking und definierte das 184 preußische Morgen umfassende Areal als Windmühle – deren Turm-Torso heute noch erhalten ist – Wohnhaus, Ökonomiegebäude und Ackerfläche. Böcking errichtete hier den ersten industriellen Betrieb, eine Kalkbrennerei, verkaufte das Areal jedoch im Januar 1845 an den Kaufmann Paul Joseph Hagen. Dieser hatte bereits im Oktober 1843 angrenzende Grundstücke einschließlich des Hügels „Galgenberg“ aus einer Versteigerung für 2.700 Taler von der Pfarrgemeinde zu Rodenkirchen erworben mit der Verpflichtung, hier innerhalb eines Jahres ein Gebäude mit Baukosten von mindestens 4.000 Talern zu errichten. Er erfüllte diese Verpflichtung durch Bau des Gutshofs Marienburg, nach dem der Stadtteil benannt ist.
Nachdem 1848 eine Immobilienkrise aufkam, musste Hagen seine Luxusvilla an das Bankhaus Oppenheim verkaufen. Das Bankhaus veräußerte das Anwesen im Februar 1868 an den Kölner Unternehmer Ernst Leybold. Im April 1906 erwarb Heinrich Schütte, Inhaber der Maschinenbaufirma Alfred H. Schütte, die Villa und ließ sie zu einer der größten Villen Kölns erweitern. Im November 1922 erwarb Robert Gerling das Anwesen.

### Gründerzeit

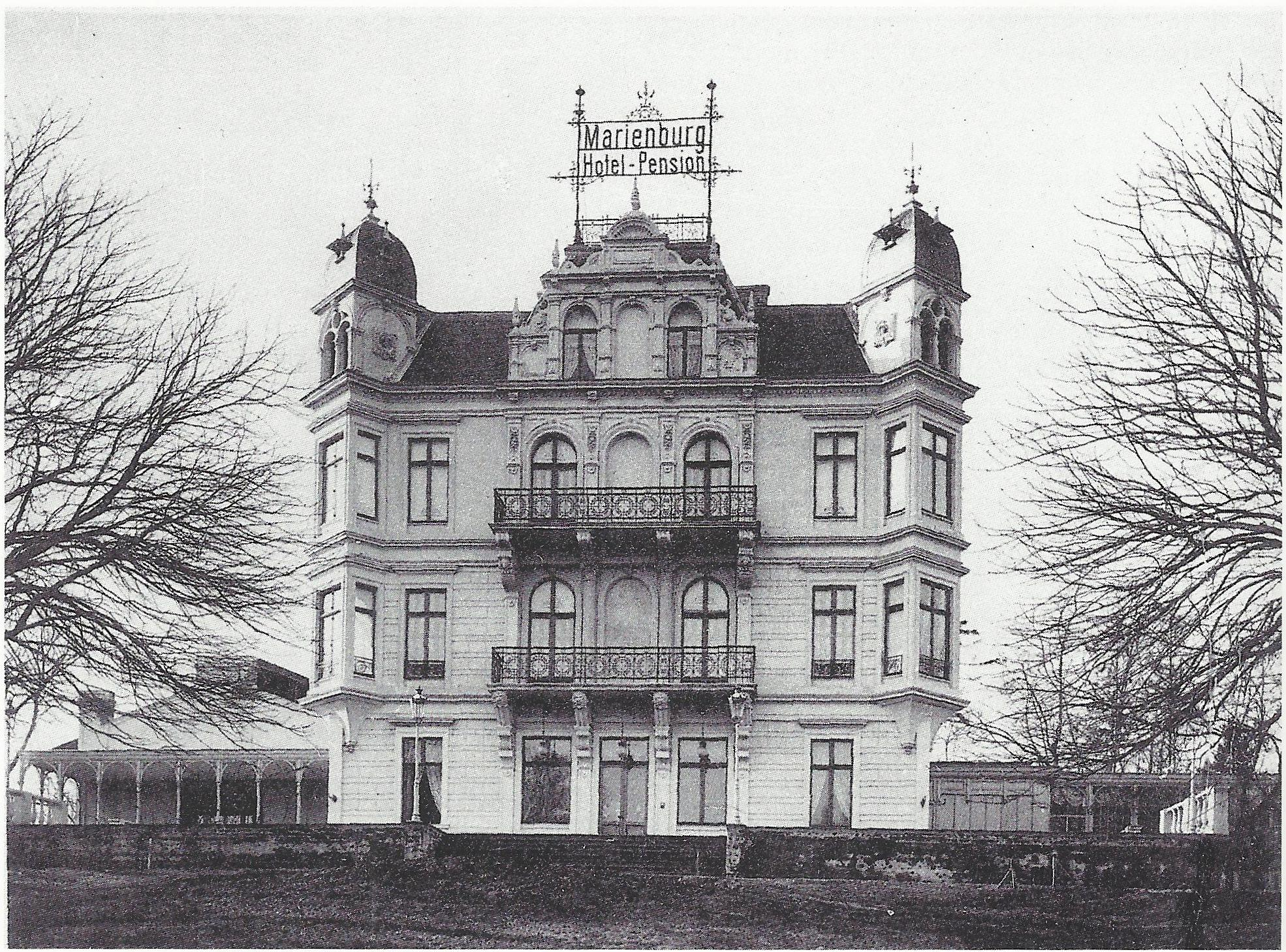
Gutshof Marienburg 1893

Der Kölner Unternehmer Ernst Leybold soll vermutlich im Jahr 1867 bei einem Spaziergang auf die Marienburg und ihre Umgebung aufmerksam geworden sein. Er erwarb zusammen mit dem Leipziger Kommerzienrat Adolph Davignon im Februar 1868 ein rund 60 Hektar großes Areal (20 Morgen Park und 240 Morgen Felder) mit Herrenhaus und dem Gutshof Marienburg. Beide konnten das Areal günstig vom Bankhaus Sal. Oppenheim erstehen. Leybold übernahm im Jahre 1871 Davignons Anteile. Während Leybold den Herrensitz 1874 selbst bezog, parzellierte er die freie Landfläche und veräußerte sie an wohlhabende Interessenten. Seine spekulativen Immobiliengeschäfte belasteten jedoch zunehmend seine wirtschaftliche Situation, so dass er 1879 die „Actiengesellschaft Marienburg-Cöln“ gründete, welche sich mit dem Projekt „Marienburg“ befasste. Aus finanziellen Gründen musste Leybold 1880 das Gut Marienburg verpachten und in eine Kölner Mietwohnung einziehen. Zusammen mit Rudolf Schulz gründete er 1880 die Immobiliengesellschaft „Leybold & Cie“. Ende 1891 übertrug er sein Marienburger Grundeigentum an die inzwischen aus Leybold & Cie. hervorgegangene „Kölnische Immobilien-Gesellschaft AG“.
Der Ausbau des Villenvororts beschleunigte sich, nach dem zum 1. April 1888 die Eingemeindung nach Köln erfolgte, wodurch der Straßenbau in städtische Hand überging und 1896 Camillo Sitte einen einheitlichen Bebauungsplan mit Verkehrsanbindung anregte. Charakteristisch für Sittes städtebauliche Gestaltungsprinzipien wenige Jahre vor seinem Tod ist sein Bebauungsplan für Marienburg (1:2880). Erläuterungsbericht und Plan (signiert von seinem Sohn Siegfried Sitte) wurden allerdings erst nach Sittes Tod veröffentlicht. Sittes Plan wurde von Stadtbaumeister Josef Stübben umgesetzt. Im September 1867 kam es zum Vertrag mit John Moore über den Bau des Alteburger Wasserwerks.

### Bebauung
Die Bebauung Marienburgs begann ab etwa 1895 und war im Wesentlichen gegen 1925 abgeschlossen. Damit lässt sich über einen Zeitraum von etwa 30 Jahren an einer Vielzahl palastartiger Gebäude die Entwicklung der Architektur vom ausgehenden Historismus über den Jugendstil, dem Expressionismus bis hin zur Moderne verfolgen. Unter den Architekten finden sich zahlreiche Auswärtige, so etwa Joseph Maria Olbrich, Paul Bonatz, Bruno Paul oder Otto March sowie in Köln beheimatete wie Dominikus Böhm, Franz Brantzky, Hanns Koerfer, Theodor Merrill, Carl Moritz, Paul Pott, Wilhelm Riphahn oder das Büro Schreiterer & Below. Pott und Merrill waren die wichtigsten Architekten Marienburgs. Durch diese konzentrierte Anordnung herausragender Villenarchitektur entstand eine Wohnbebauung, die in dieser Kompaktheit in Deutschland nur noch in den Berliner und Münchner Vororten anzutreffen ist. Die Villengegend Marienburgs ist bis heute ein durch prachtvolle Bauten der Jahrhundertwende geprägtes Wohngebiet mit ausgedehnten Gärten, Alleen und Parks. Die Marienburger Villen sind zudem stets als Gesamtkunstwerk aufgefasst worden, denn eine Einbettung in eine große Gartenanlage, Wandmalereien im Inneren und häufig mit einem für das Haus individuell entworfenen Mobiliar gehörten zum Ambiente.
Die Bebauung mit repräsentativen Villen für den „kölschen Adel“ – begüterte Familien der Oberschicht – erfolgte insbesondere in der Lindenalle und der angrenzenden Parkstraße und hat Marienburg den Beinamen „Villenvorort“ als einem der exklusivsten und bedeutendsten Villenviertel in Deutschland eingebracht. Vergleichbar sind nur noch Berlin-Grunewald und Grünwald bei München. Der Stadtteil gehört zu einem der besterhaltenen Gebiete der Stadt Köln, denn er blieb im Krieg weitgehend von Zerstörungen verschont – anders als die übrigen Stadtbereiche. Die Besiedlung erfolgte in offener Bauweise mit Villen und palastartigen, herrschaftlichen Wohnsitzen entlang geschwungener und gerader Straßen.
In Marienburg sind Straßenbenennungen eindeutig mit romantisierender Absicht erfolgt, insbesondere bei den Villenstraßen Lindenallee, Parkstraße oder Unter den Ulmen. Diese und andere Straßenzüge entwickelten sich insbesondere während der Wilhelminischen Zeit zu einer Villenkolonie wohlhabender Kölner Industrieller und Bankiers.

## Bauwerke (Auswahl)

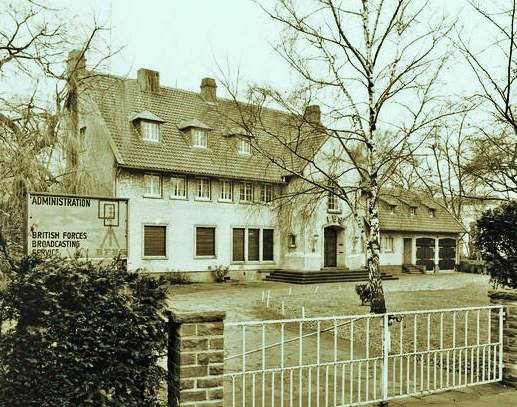
Lindenallee 1 – BFBS Germany (1972)
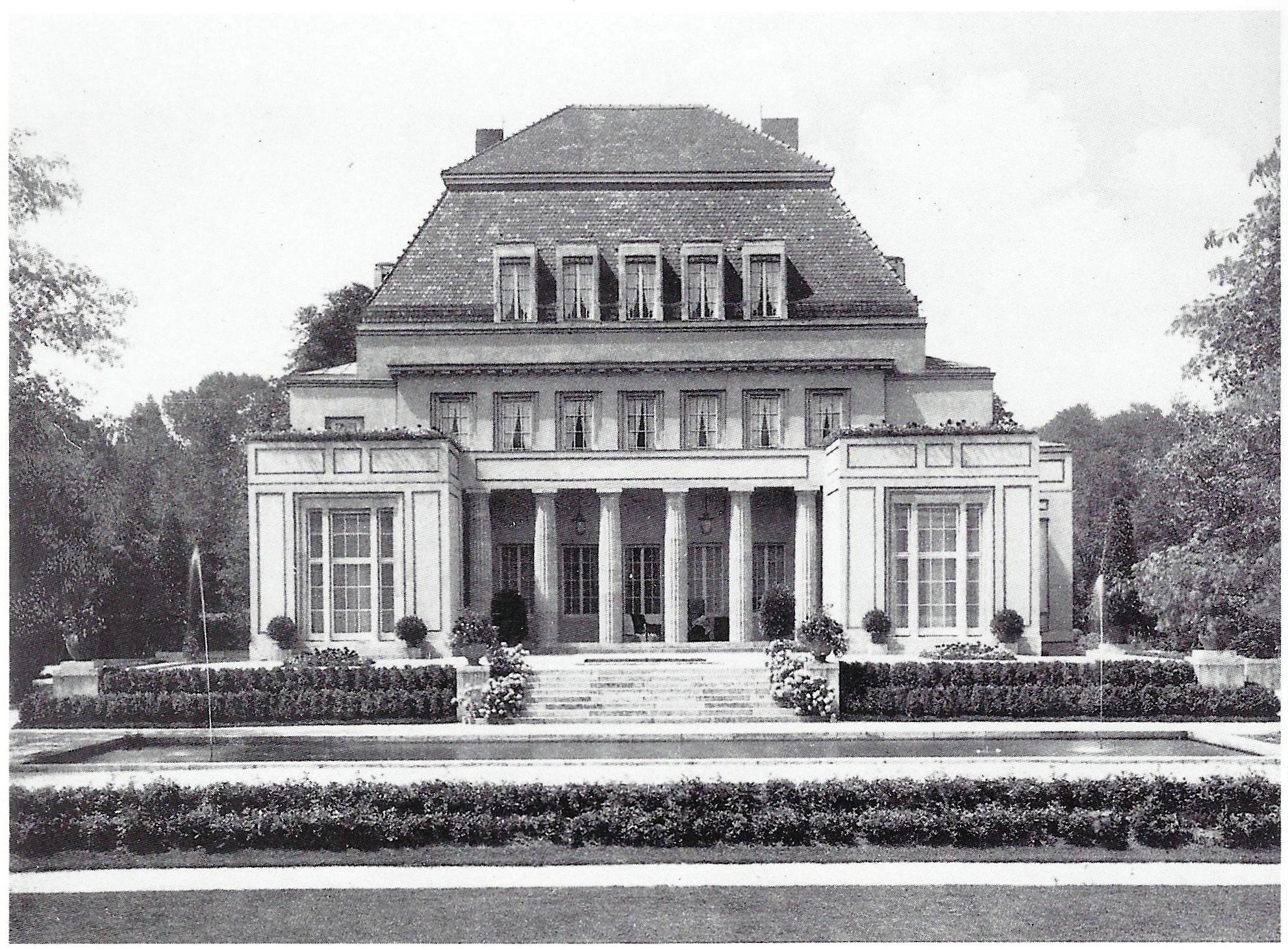
Lindenallee 3 – Villa Feinhals (1911)
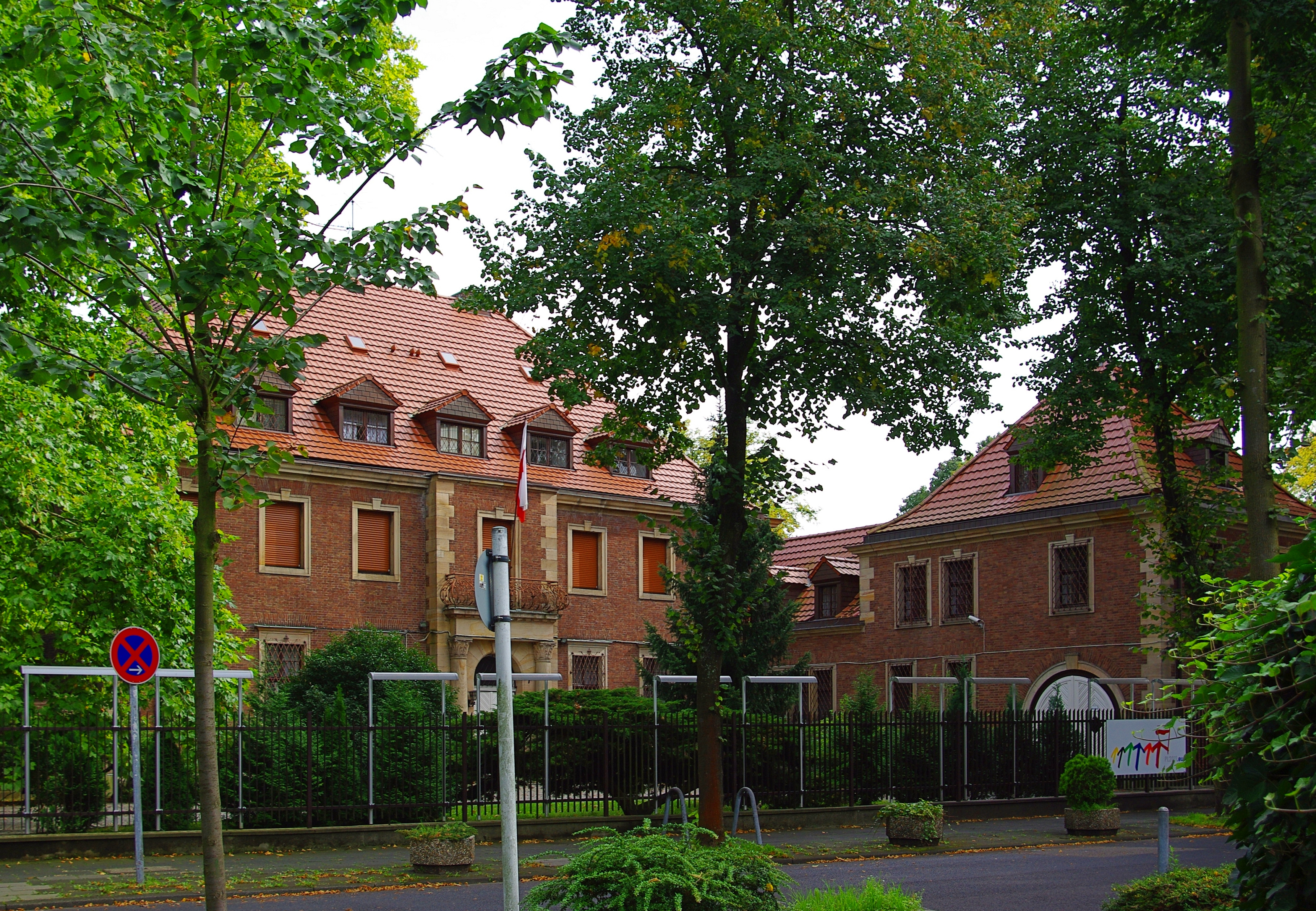
Lindenallee 7 – Villa Neuerburg (ehemaliges polnisches Generalkonsulat)
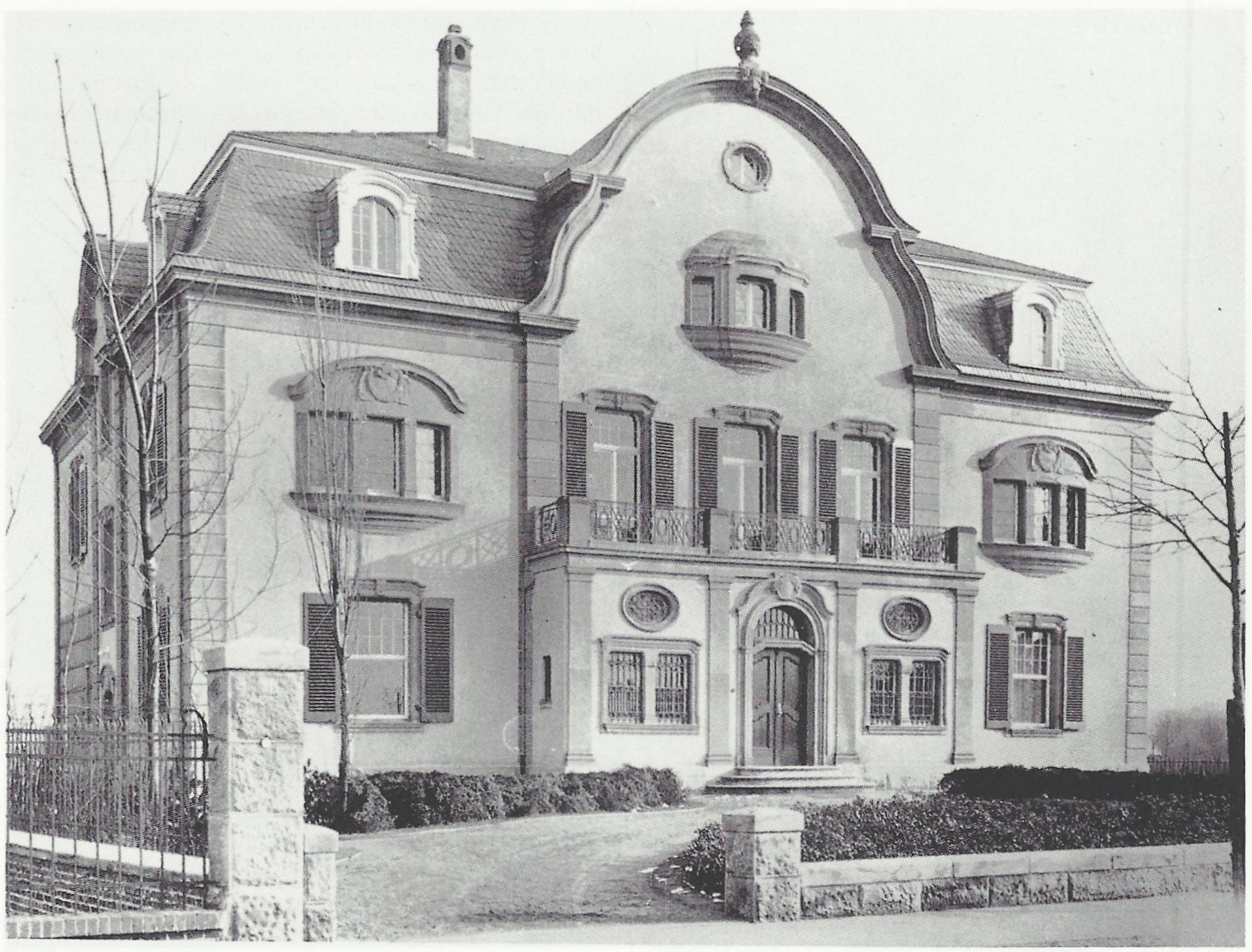
Lindenallee 15 – Villa Langen (1907)
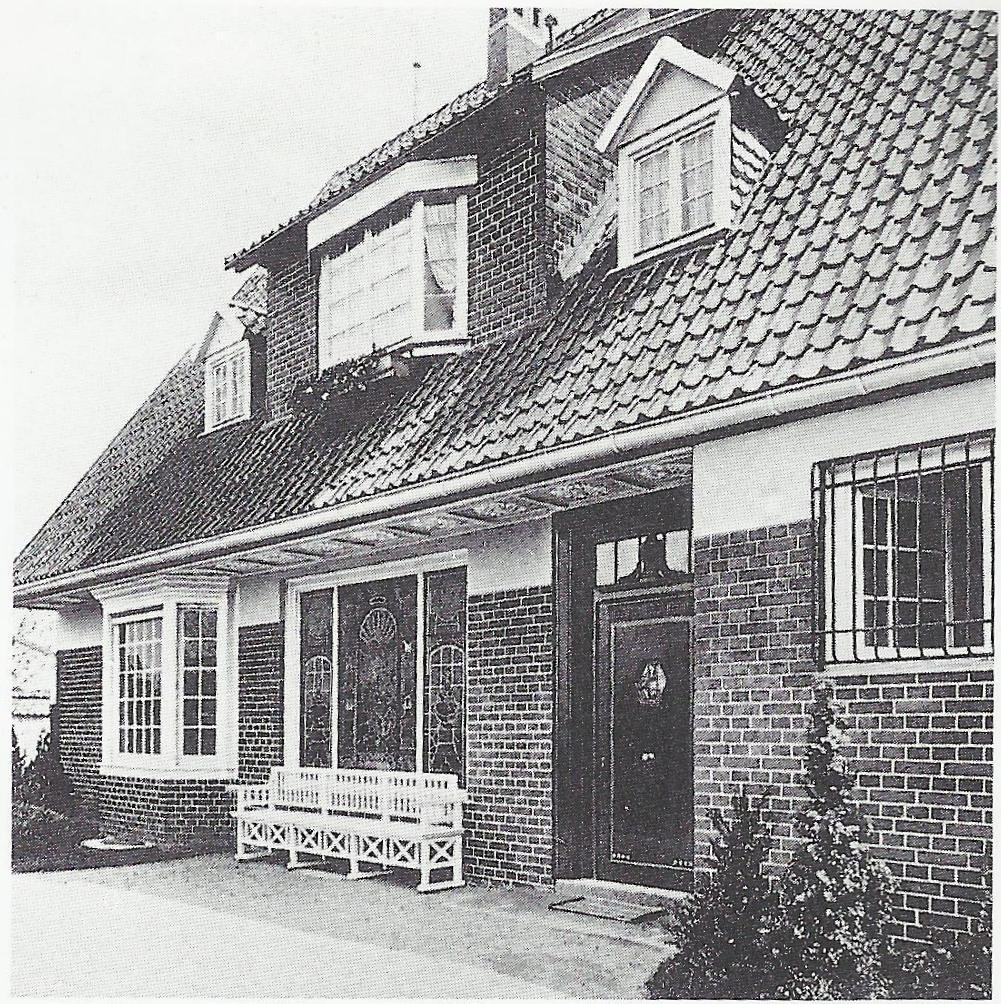
Lindenallee 23 – Villa Lietzmann (1905)
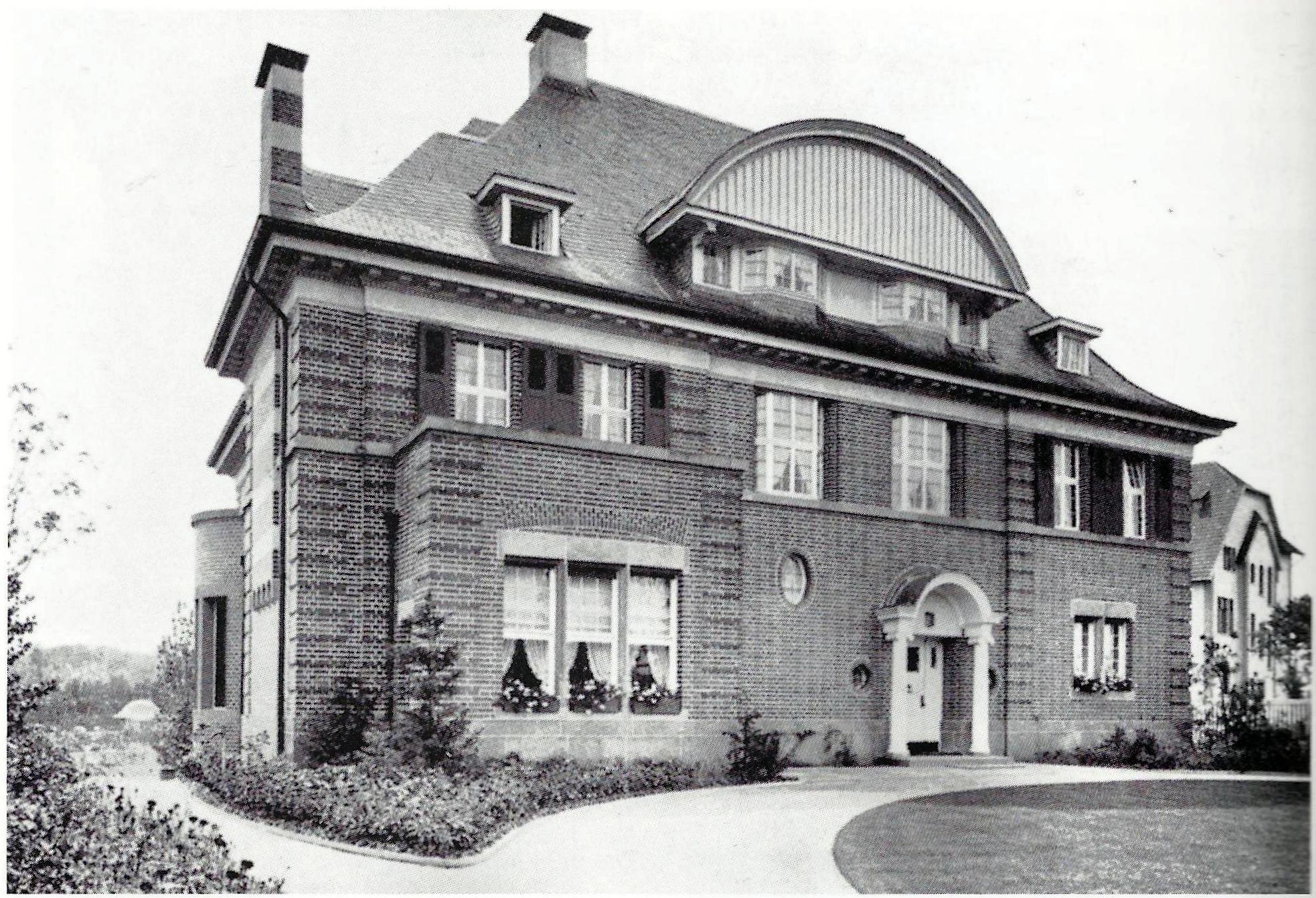
Lindenallee 43 – Villa Welter

### Lindenallee
Die Lindenallee führt in Ost-West-Richtung zwischen der Bonner Straße und endet nach 1168 Metern an einem Kreisverkehr, wo sie sich in der 490 Meter langen Parkstraße fortsetzt.
- Lindenallee 1: Theodor Merrill errichtete diese Villa 1924 für Konsul Johannes Denker, der hier das Konsulat von Argentinien einrichtete. Nach den Kriegszerstörungen vom 24. Oktober 1944 am Dach erfolgte ab 1953 ein vereinfachter Wiederaufbau. Der britische Militärsender BFBS Germany zog hier am 1. Februar 1954 ein. In Nr. 1 waren die Verwaltung und das technische Lager des BFBS untergebracht.
- Lindenallee 3: Josef Feinhals wohnte hier in einer prachtvollen Villa mit dorischen Kolonnaden, 1909 fertiggestellt von Joseph Maria Olbrich (Haus), Max Laeuger (Gartenanlage) und Bruno Paul (Inneneinrichtung), Olbrichs reifste Leistung; nach dessen Tod 1908 wurde das Haus durch Paul zu Ende gebaut. Im Jahre 1943 durch Bombenangriffe zerstört, danach als „Villa Dyckhoff“ 1949 von Hanns Koerfer neugebaut und 1980 durch eine Wohnanlage ersetzt.
- Lindenallee 7: „Villa Neuerburg“, erbaut 1925 von Emil Felix als rheinischer Herrensitz für den Tabakfabrikanten Heinrich Neuerburg. Zwischen Januar 1962 und Februar 1979 Sitz des Deutschlandfunks, danach polnische Botschaft und bis Dezember 2013 polnisches Generalkonsulat.
- Lindenallee 11: Karl Freisler erbaute 1907 für den Fabrikanten Gustav Langen die „Villa Langen“, die nach Kriegsbeschädigungen vereinfacht wiederaufgebaut und zum renovierten Bestandteil des heutigen „Lindenpalais“ wurde. Auf dem 1,3 ha großen Areal Lindenallee 13–15 zog im September 1973 der Deutsche Städtetag in einen von Joachim und Margot Schürmann entworfenen Terrassenbau ein. Nach dem Umzug im März 2011 in das Gereonshaus entstanden in der Lindenallee 11–17 mit dem „Lindenpalais“ neun moderne Stadtvillen mit 69 Wohnungen (davon 24 Mietwohnungen), die seit Januar 2014 fertiggestellt sind. Mit 380 m² Wohnfläche ist die ehemalige „Villa Langen“ die größte Wohneinheit.
- Lindenallee 23: Villa Lietzmann, erbaut 1902 von Schreiterer & Below für den Fabrikanten Udo Lietzmann, der kurz danach verstarb, im Krieg am 2. März 1945 zerstört. 1952 ging das Grundstück in das Eigentum der Bundesvermögensverwaltung über, die hier für den Deutschlandfunk eine bis 1980 genutzte Villa errichtete (Nr. 22). Hier zog der ehemalige Bundespräsident Walter Scheel mit Gattin Mildred Scheel ein, die in der Nähe am Schillingsrotter Platz geboren wurde. Die Familie Scheel wohnte hier bis 1989.
- Lindenallee 43: Stephan Mattar erbaute die Villa 1912 für Rechtsanwalt Dietrich Welter, 1945 sehr stark zerstört, 1951 wiederaufgebaut.
- Lindenallee 47: Haus des Industriellen Max Clouth (1873–1951), erbaut 1915 von Paul Pott; jetzt Albert Freiherr von Oppenheim, Kölns reichstem Bürger. Um die weitverzweigten Bankgesellschafter unterscheiden zu können, teilte man sie in den „Lindenallee-Stamm“ (Oppenheim) und den „Schlenderhan-Stamm“ (Ullmann) ein.[9]
- Lindenallee 51: Die 1928 eingeweihte Villa war als „Schloss“ im Stil des Spätbarock das vermutlich letzte Bauwerk des Historismus in Köln.
- Lindenallee 55: Villa des Generaldirektors Arthur Schütte (4711), 1923 von Paul Pott erbaut.
- Lindenallee 70: Villa des Bankiers Anton Paul Brüning, erbaut 1925 von Emil Felix, ab 1938 wohnte hier Felix Brenninkmeyer aus der Familie Brenninkmeijer, ab März 1945 zur amerikanischen Stadtkommandantur umfunktioniert, ab 1945 Botschaft von Kanada.

### Parkstraße

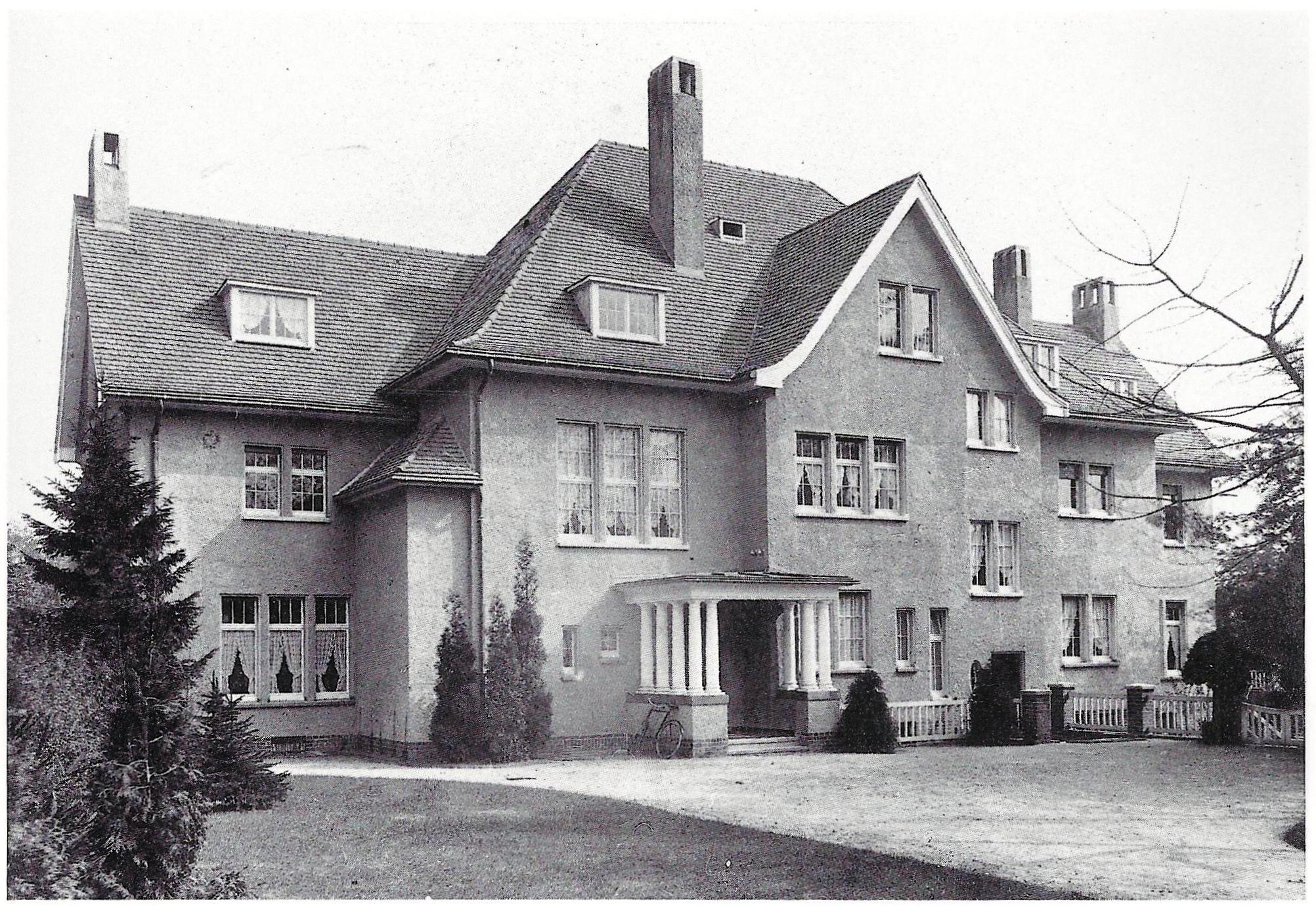
Parkstraße 61 – Villa Tietz (1909)

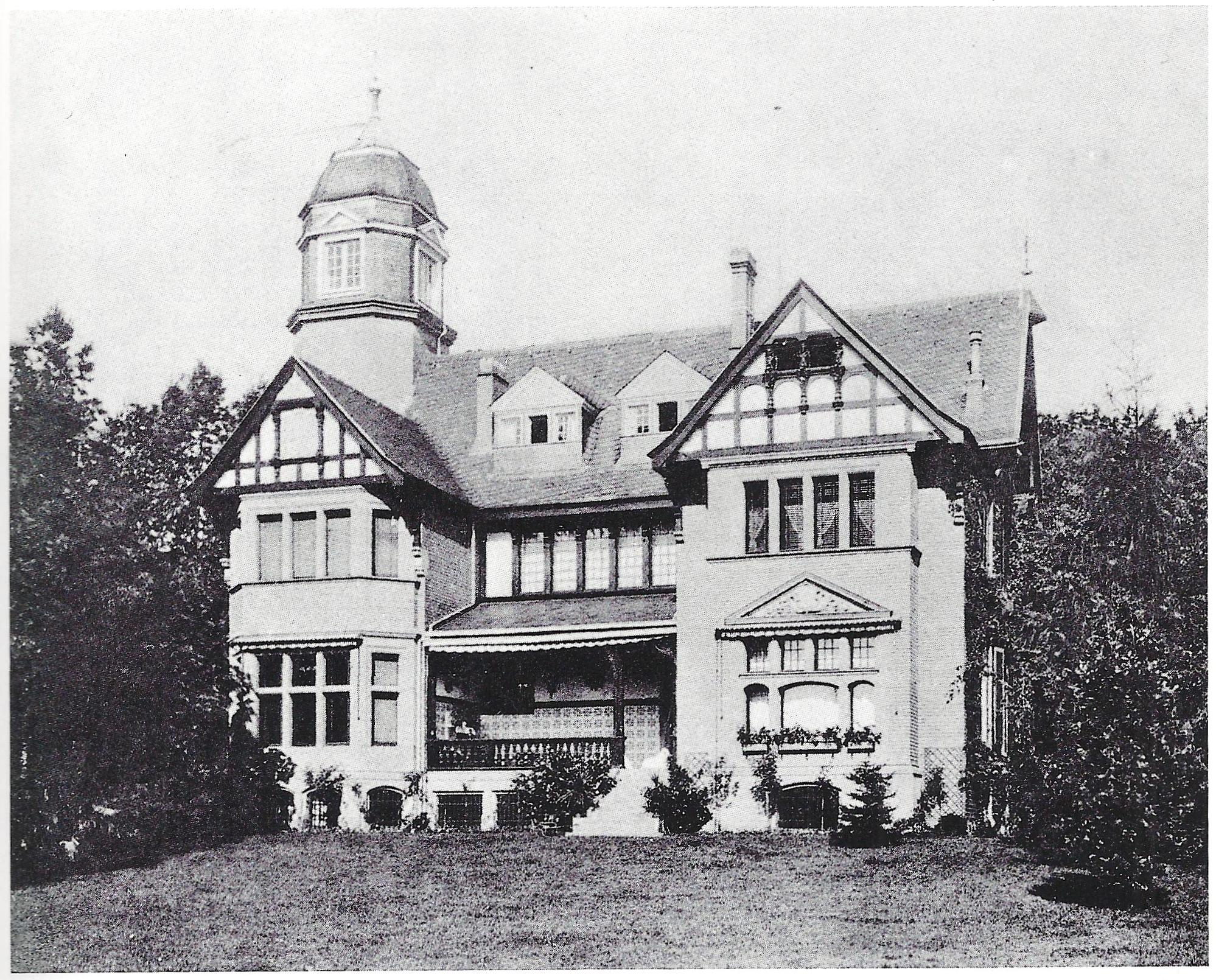
Unter den Ulmen 154 – Villa Schmeltzer

Bayenthalgürtel 2 – Villa Heinrich Stollwerck (1909)

- Parkstraße 5: erbaut 1914 von Paul Pott für den Kölner Verleger Josef Neven DuMont, ab 1959 iranische Botschaft und im Staatsbesitz Irans, spätestens seit 1984 sollen von hier Geheimdienstaktivitäten ausgegangen sein.
- Parkstraße 8: 1915 erbaut von Paul Pott für den Fabrikanten Wilhelm Auerbach.
- Parkstraße 10: 1914 von Paul Pott im englischen Landhausstil für den Kölner Rechtsanwalt Selmar Auerbach errichtet.
- Parkstraße 20: 1925 von Paul Pott für Willy Bleissem gebaut. Zwischen 1950 und 2000 beherbergte sie die Residenz des Botschafters von Brasilien.
- Parkstraße 55: ehemaliger „Gutshof Marienburg“, errichtet 1844/1845 für den Unternehmer Paul Joseph Hagen, im April 1906 an Heinrich Schütte verkauft, am 22. November 1922 von Robert Gerling erworben.
- Parkstraße 61: „Villa Tietz“ etwa 1909 für den Kaufhausbesitzer Leonhard Tietz errichtet, nach dessen Flucht 1940 durch die Familie des Konsuls Gustav Valentin Roosen bewohnt, brannte am 24. Oktober 1944 bis auf die Grundmauern nieder. Seit Februar 1954 beherbergte sie die BFBS-Studios, Plattenarchiv und Sendetechnik bis Oktober 1990.

### Pferdmengesstraße
- Pferdmengesstraße 24: Die 1951 von Gottfried Böhm eigens für die Alliierte Hohe Kommission errichtete Villa wird heute privat genutzt.
- Pferdmengesstraße 44: von Paul Pott 1910 für den Industriellen Fritz Vorster errichtet.
- Pferdmengesstraße 52: 1911 von Paul Pott für den Kölner Bankier Wilhelm Deichmann errichtete Villa.

### Unter den Ulmen
- Unter den Ulmen 96: Das „Palästinahaus“ wurde von Eugen Fabricius für Ludwig Schneller erbaut, ab Dezember 1949 Gesandtschaft des Königreichs Schweden, seit 2000 in Privatbesitz.
- Unter den Ulmen 148: Die Villa Vorster von Otto March 1891–1894 für Fritz Vorster errichtet, der hierin aber nicht wohnte. In der von Theodor Merrill[10] entworfenen Villa gegenüber der Villa Vorster wohnten von 1986[11] bis 1994 Tina Turner und ihr Lebensgefährte Erwin Bach.[12]
- Unter den Ulmen 154: Villa Schmeltzer aus 1887/88 von Otto March, für Fritz Vorster von der Chemischen Fabrik Kalk, 1937 abgerissen.

### Sonstige

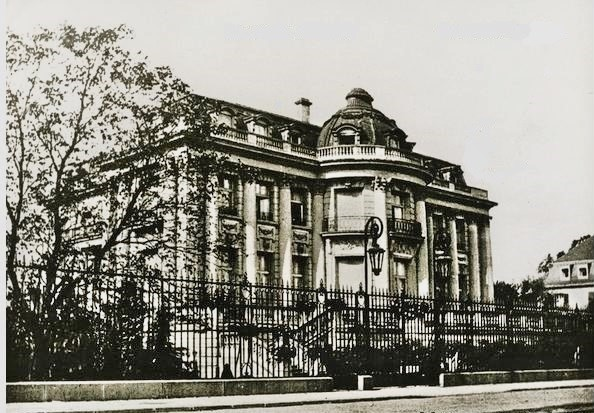
Gustav-Heinemann-Ufer 144 - Palais Oppenheim (Januar 1910)

- Gustav-Heinemann-Ufer 144: „Palais Oppenheim“, 1908 von Charles Mewès und Alfons Bischoff für Bankier Emil Freiherr von Oppenheim für 2 Millionen Mark errichtet; ein schlossartiger Rokoko-Bau mit geschwungener Freitreppe, Rheinblick und Festsaal; zwischen Mai 1945 und 1953 durch die Rheinische Musikschule genutzt, danach bis 1982 durch den ADAC, bis 2008 konnte die Villa für Veranstaltungen gemietet werden. Ab September 2012 erfolgte eine Mantelumbauung des denkmalgeschützten Palais mit 87 Luxus-Wohnungen, die Villa selbst wurde in 11 Luxuswohnungen als „Palais du Rhin“ aufgeteilt und war im März 2014 bezugsfertig.
- Oberländer Ufer 208: eine 1912 von Heinrich Müller-Erkelenz für Heinrich Bales errichtete Villa.
- Bayenthalgürtel 2: „Villa Stollwerck“ für den Schokoladenfabrikanten Heinrich Stollwerck von Bruno Schmitz 1904 fertiggestellt. Heinrich Stollwercks Witwe verkaufte die Villa 1917 an den Juden Ottmar Edwin Strauss, der die Villa Stollwerck im Jahr 1935 „demonstrativ“  abreißen ließ,[13] bevor er ein Jahr später in die Schweiz emigrierte.
- Bayenthalgürtel 15: Villa Schröder für den Kölner Bankier Heinrich Schröder, erbaut 1907 durch Eugen Fabricius.
- Goltsteinstraße 250: „Villa Pferdmenges“ des Finanzberaters von Konrad Adenauer, Robert Pferdmenges (hier fand eine berühmt gewordene Teestunde mit Adenauer am 27. Februar 1948 statt).
- Goethestraße 66: von Theodor Merrill 1924 für die jeweiligen Generaldirektoren der Kölnischen Rückversicherungs-Gesellschaft fertiggestellte Villa. Ab 1949 Residenz der Schweizer Gesandtschaft (ab 1957 Botschaft), die 1999 nach Berlin umzog und das Gebäude in Privatbesitz übertrug.
- Goethestraße 67: errichtet 1923 von Paul Bonatz für Johann David Herstatt, dessen Sohn Iwan David Herstatt hier bis zu seinem Tod wohnte; mehrfach letztmals bis September 2007 renoviert, nach 1990 zog hier Friedrich Carl Janssen ein (ehemaliger persönlich haftender Gesellschafter vom Kölner Bankhaus Sal. Oppenheim).
- Marienburger Straße 15: Villa Leybold erbaut 1879 für Ernst Leybold, im Krieg zerstört.
- Marienburger Straße 43: 1926 von Schreiterer & Below fertiggestellt; spätestens 1954 zog hier die Botschaft Mexikos ein, 1974 erwarb Mexiko die Villa von der Stadt Köln. 2001 ging das Gebäude nach dem Umzug der Botschaft nach Berlin in Privatbesitz über.
- Rondorfer Straße 9: 1924 von Theodor Merrill für Hans Werner Schmidt erbaut; die Botschaft der Republik Indien zog spätestens 1952 hier ein, 1977 erfolgte der Abriss der Villa.
- Am Südpark 47: 1924 vom Architekten Ferdinand Goetz für den Bankier Paul Seligman fertiggestellte Villa, die ab Dezember 1949 als Residenz des Botschafters des Großherzogtums Luxemburg diente, welches das Anwesen 1954 erwarb und wegen des Umzuges nach Berlin 1999 in Privatbesitz überführte.